# 真源县
真源县，中国古县名。
楚国称苦县，东晋咸康三年（337年）改苦县为父阳县，北魏正光二年（521年）改父阳县为穀阳县。唐朝乾封元年（666年），高宗以玄元皇帝老聃生于此，改穀阳县为真源县，治所在今河南省鹿邑县东，属亳州。载初元年（689年），改为仙源县，神龙元年（705年）复。北宋大中祥符七年（1014年），改为卫真县。